# Drhovy
Drhovy (německy Derhow, dříve též Drhov) jsou obec v okrese Příbram ve Středočeském kraji, asi 6 km jihovýchodně od Dobříše. Žije zde 292 obyvatel.

## Historie
První písemná zmínka o obci pochází z roku 1653.

## Obecní správa

### Části obce
- Drhovy ( k. ú. Drhovy)
- Homole (k. ú. Homole u Nechalova)

K obci patří také Budkovna a Nový Dvůr.
Sousedními obcemi sídla jsou Rybníky, Borotice, Nečín, Nový Knín, Daleké Dušníky a Drevníky.
Od roku 1850 jsou Drhovy samostatnou obcí.
V letech 1850–1879 k obci patřily Hranice a Kozí Hory, v letech 1850–1929 Budín a Libice, v letech 1869–1929 Slovanská Lhota a v letech 1850–1929 a od 1. ledna 1980 do 31. prosince 1997 také Drhovce a Nechalov.

### Územněsprávní začlenění
Dějiny územněsprávního začleňování zahrnují období od roku 1850 do současnosti. V chronologickém přehledu je uvedena územně administrativní příslušnost obce v roce, kdy ke změně došlo:
- 1850 země česká, kraj Praha, politický okres Příbram, soudní okres Dobříš[5]
- 1855 země česká, kraj Praha, soudní okres Dobříš
- 1868 země česká, politický okres Příbram, soudní okres Dobříš
- 1939 země česká, Oberlandrat Tábor, politický okres Příbram, soudní okres Dobříš[6]
- 1942 země česká, Oberlandrat Praha, politický okres Příbram, soudní okres Dobříš[7]
- 1945 země česká, správní okres Příbram, soudní okres Dobříš[8]
- 1949 Pražský kraj, okres Dobříš[9]
- 1960 Středočeský kraj, okres Příbram
- 2003 Středočeský kraj, okres Příbram, obec s rozšířenou působností Dobříš

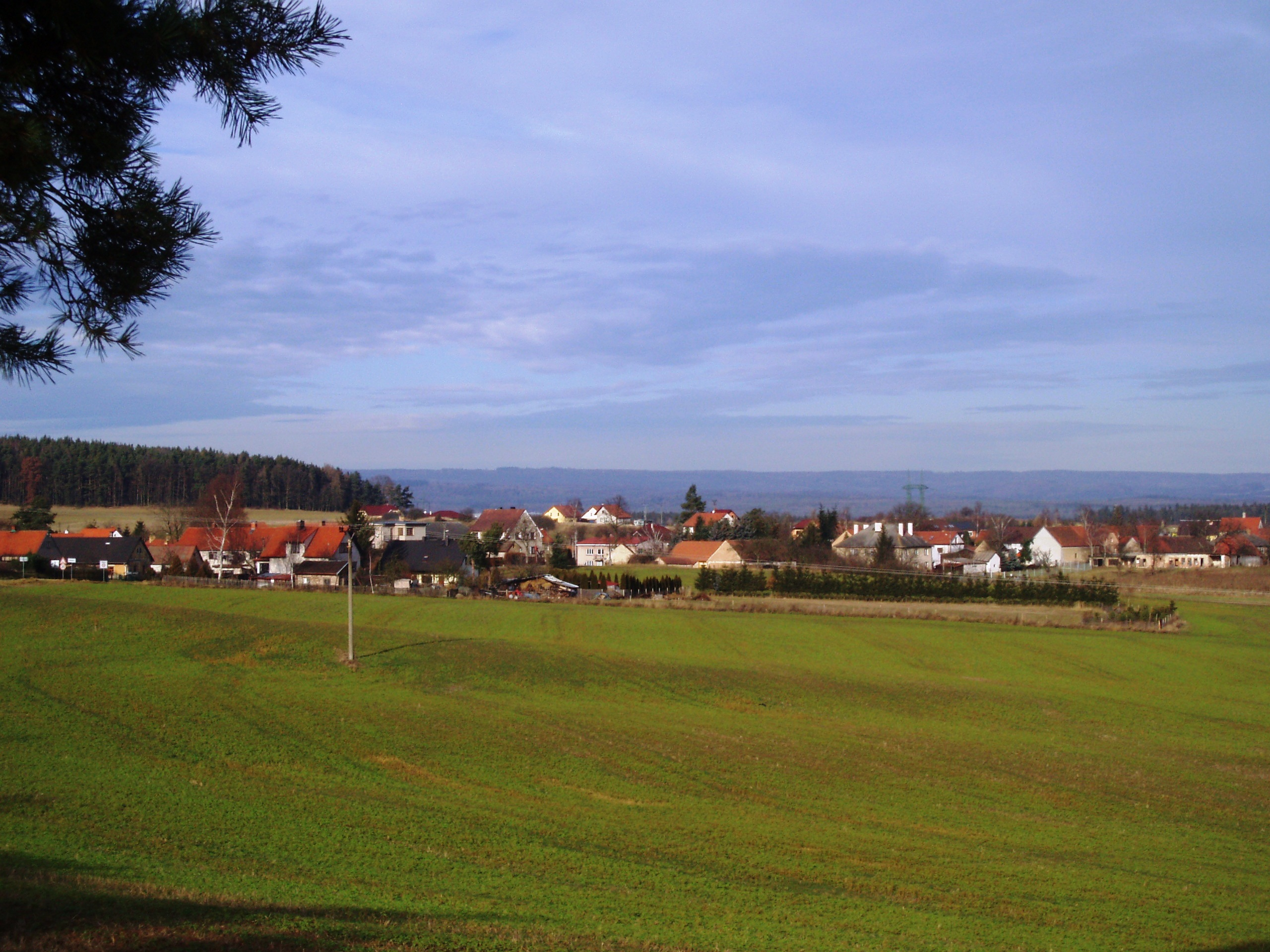
Drhovy - celkový pohled

## Společnost

### Rok 1932
V obci Drhovy (přísl. Budín, Drhovce, Homole, Libice, Nechalov, Rybníky, 899 obyvatel) byly v roce 1932 evidovány tyto živnosti a obchody: 3 obchodníci s dobytkem, faktorství rukavic, 5 hostinců, kapelník, kolář, kovář, 2 krejčí, 3 mlýny, 3 obuvníci, obchod s lahvovým pivem, 9 rolníků, 2 obchody se smíšeným zbožím, 4 trafiky, velkostatek Zeman, 2 obchody se zvěřinou a drůbeží.

## Doprava

### Dopravní síť
Obcí vede silnice II/119 Dobříš – Sedlčany. Do obce dále vedou silnice III. třídy. Železniční trať ani stanice či zastávka na území obce nejsou.

### Autobusová doprava 2024
Autobusovou dopravu v obci Drhovy zajišťuje společnost Arriva Střední Čechy. Obec je součástí Pražské integrované dopravy (PID). V obci se nachází zastávka Drhovy. Na silnici II/119 směrem do Rybníků se nachází zastávka Drhovy,Nový Dvůr a směrem do Borotic zastávka Drhovy,Homole. Obec obsluhují autobusové linky 450 a 514. Linka 450 spojuje Dobříš se Sedlčany a Milevskem. V současnosti (2024) je tato linka provozována pouze v úseku Sedlčany – Milevsko kvůli uzavírce komunikace v Davli a u Borotic. Autobusová linka 514 propojuje Dobříš a obce Rybníky, Drhovy, Borotice, Drevníky a Županovice.